# بیکن، استرالیا غربی
بیکن (به انگلیسی: Beacon) یک شهرک در استرالیا است که در استرالیای غربی واقع شده‌است.